# NMB48 藝人！
《NMB48 藝人！》（日语：NMB48 げいにん!）是一系列由日本電視台所製作、以關東地區作為播放區域的深夜綜藝節目。此節目是以大阪為活動據點的日本女子偶像團體NMB48之冠名節目之一，是一個結合了以校園作為背景的情境喜劇、大喜利（主題即興搞笑）與漫才（日式相聲）等要素的節目。除了NMB48的成員外，吉本興業旗下的搞笑二人組「足球時間」（フットボールアワー；Football Hour）也參與此節目的演出，並擔任大喜利單元中的主持人兼評審。
《NMB48 藝人！》的第一季是在2012年7月3日至9月25日之間共播出12集，第二季《NMB48 藝人！！2》是在2013年4月3日至6月19日間播出12集。至於最新的第三季《NMB48 藝人！！！3》（NMB48 げいにん!!!3）則是在2014年7月5日開播。除了電視版本外，本節目也在NMB48的幕後營運公司吉本興業的協助下推出了電影版《NMB48 藝人！THE MOVIE 搞笑青春女孩們！》（NMB48 げいにん!THE MOVIE お笑い青春ガールズ!）與其續集《NMB48 藝人！THE MOVIE RETURNS 畢業！搞笑青春女孩們的新旅程》（NMB48 げいにん!THE MOVIE リターンズ 卒業!お笑い青春ガールズ!!新たなる旅立ち），兩集電影版都是由日本電視台的內田秀實導演，並分別在2013年8月1日與2014年7月25日在日本全國上映。

## 簡介

### 第一季、第二季
《NMB48 藝人！》是NMB48暨《難波撫子》（なにわなでしこ）之後第二個在關東地區播放的冠名節目。第一季是在每週三深夜24時59分（相當於週四凌晨零時59分）播放，而第二季則改為每週四深夜25時29分（週五凌晨1時29分）播放，每集片長30分鐘。
節目的流程大致分為三個主要部分，作為主幹的是一個以校園為背景的情境喜劇，中間再穿插由足球時間成員後藤輝基主持、NMB48成員參與的大喜利單元，而每集的後半則有由不同的成員組合挑戰漫才的演出。
在情境喜劇部分，故事的背景設定是一所位於大阪的初中高中一貫女子中學「私立難波女學院」（私立なんば女学院），在各種不同種的運動與文化社團之中，也存在很多奇怪的社團，包括主要演出成員們所參加的「搞笑部」（お笑い部），與其他客串成員們所代表的「女僕部」、「空姐部」、「美少女部」等社團。而故事的主軸就是圍繞著搞笑部的部員們一邊招募成員，一邊朝著挑戰女子高中生搞笑冠軍賽（女子高生お笑い選手権，簡稱為JK-1）的目標而努力的過程。至於第二季的故事，則是設定在JK-1結束之後，因此改以「女子高中生搞笑漫才冠軍賽」（女子高生お笑い漫才選手権，簡稱「NBT搞笑大賞」）為努力目標。
在大喜利單元中，會由後藤輝基擔任主持人，由當集參與演出的成員挑戰各種不同的搞笑一發技。通常每集的搞笑主題都會與該集的情境喜劇劇情相關，而挑戰的種類則包羅萬象，從AIUEO作文、借物裝傻、模仿到吐槽練習皆有。後藤除了會拿著折扇吐槽成員的表演之外，也會在必要時講解介紹搞笑技巧。因此除了是NMB48成員們的即席搞笑表演單元外，也可視為是後藤老師的搞笑教室單元。
在每集節目的片尾，都會有二至三名NMB48的成員進行漫才表演。除了由主要成員組成的幾個固定搞笑組合外，也經常會以洗牌過的組合或和客串成員組成臨時團體，進行表演。
自第二季第6集起，在節目末尾追加了一個叫「衣裳的守護神」（衣裳の守り神）的小單元，故事的設定是每天到午夜時，因為搞笑之神的顯靈，社團活動室裡收藏的戲服會在短短的一小時內成為人類跑出來活動。此單元實際上是由新成員藪下柊主持的小單元，由藪下扮演衣裳的守護神，與該集客串演出的前輩成員們（稱為「衣裳守護神的前輩們」）進行對談，訪問她們對於演出的參與有何感想。

### 第三季
在第二季播畢後時隔一年、於2014年7月開播的第三季節目，在流程上進行了較大規模的改變。與過去不同的是，第三季的節目大幅削減了過去作為主軸的情境喜劇單元之比重，將時間保留給即席綜藝表演的單元。因此新一季的節目流程大致分為與臨時講師學習搞笑環節，與足球時間主持的大喜利單元，這兩個環節先後次序並不一定，但最後同樣都是以由不同的成員組合挑戰的漫才單元作為該集的收尾。
在兩個主要單元中，足球時間主持的部分與前兩季雷同，至於名為「前輩讓我們搭個便車吧！」（先輩カラんでください!）的臨時講師教室，則是每集邀請不同的知名搞笑藝人上節目，現場指導NMB48的成員們不同的搞笑技巧，其風格類似同一個日本電視台製作團隊在過去曾替姊妹團體HKT48製作過的綜藝節目《HKT48豚骨魔法少女學院》（HKT48トンコツ魔法少女学院），且在這個單元中每集都會指派一名不同的NMB成員擔任值日生，輔助臨時講師作為該單元的司儀。為了配合即席綜藝單元的比重增加，原本在第一、二季中每次的綜藝單元都是由約十名上下的成員參與，但在本季卻一次增加至約20人的陣容。除了在官方演出名單中掛名的主要演出成員外，每集節目都會挑選數位由姊妹團體移籍的新成員、期數較新的研究生、與各分隊的選秀生，一同參與演出。
至於原本以校園社團活動為設定的情境喜劇單元在第三季中仍有保留，但只作為過場時的輔助用途。在新一季的故事設定中，原本在前兩季出現過的姊妹校「難波第二女學院」與難波女學院併校，因此包括木下百花與石塚朱莉在內的幾名難波第二女學院搞笑部成員，都在新一季的節目中換穿與其他成員相同的水藍色制服。另外，原本前兩季中有吃重演出的主要成員小笠原茉由因為在節目開拍前已經移籍至AKB48，因此並未參與第三季的演出。相反的，曾經是第一季主要演出成員、但在第二季時畢業離團而未參與演出的的城惠理子，因為在2013年底時重新加入NMB48，因此在第三季中以「海外留學後歸國」的角色設定重新參與演出。
除了《藝人3》之外，由毛利忍等人組成的同一個製作團隊也在相同的2014年秋季檔期中替姊妹團體SKE48製作了一個新節目《SKE48 炸蝦商!》（SKE48 エビショー!）。利用這點，兩個節目在開播前就已強力宣傳，預定要進行跨節目的合作企畫，除了由實際上同時擁有NMB48與SKE48成員身份、兼任Team BII的高柳明音，在第8集之後穿著炸蝦商的制服參與節目演出外，NMB48與SKE48也進行了聯合錄影，進行即興搞笑（於第10集中播出）與泡泡足球（Bubble soccer）對抗賽（於《炸蝦商！》的第9集中播出）。
除此之外，由於第三季的播出時間正好與續集電影《NMB48藝人！The MOVIE REUTURNS》的上映期部分重疊，因此也在節目中進行與電影相關的連動企畫，並指定由電影版主要演出成員之一的小谷里步擔任宣傳隊長、負責相關的推廣活動企劃。

## 演出者
所有參與演出的成員都是以原本的名字作為劇中的角色名，但年齡設定會根據角色作調整。
- 足球時間（フットボールアワー）
  - 後藤輝基：擔任搞笑部顧問的體育教師。後藤原本就是「足球時間」二人組中的吐槽負責人，並且以犀利的吐槽技巧而在日本搞笑界聞名。
  - 岩尾望：經常在搞笑部室出沒的學校行政人員，一直到姊妹校「難波第二女學院」的搞笑部成員登場之後，才暴露出他的真實身份其實是第二女學院的理事長。岩尾是「足球時間」中的裝傻角色，因此也經常在大喜利單元中擔任裝傻示範。
- NMB48
  - 搞笑部員：皆為固定演出成員，除了特別註明者之外，其餘成員在第一、二季中皆有演出。
    - 山本彩：高中部3年A班學生。因前任的漫才搭檔轉學，經社團顧問後藤老師的引介找到了渡邊美優紀與她一起合組二人組「」（Saya-Milky）。雖然本人的志願是擔任漫才組合中的裝傻（ボケ）角色，但卻因為與更傻的渡邊美優紀搭檔，而被迫擔任吐槽（ツッコミ）的工作。
    - 渡邊美優紀：高中部3年D班。為了參加JK-1而加入搞笑部的新社員，並與山本彩組隊，擔任裝傻角色。
    - 山田菜菜（山田菜々）：高中部3年A班學生，搞笑部部長。常被社員捉弄稱呼她為「婆婆」「大嬸」等。原本都是單飛表演（ピン）覺得很無趣而一直為了找不到搭檔而煩惱，後來與城惠理子組成「」（Nana-Jō），負責吐槽角色。在第二季的劇情中因為城惠里子轉學而又恢復單飛狀態，並繼續苦惱找不到搭檔的老問題。
    - 福本愛菜（第一季）：高中部3年B班。與小笠原組成「」（Ai-Chūn），擔任吐槽角色。對於運動方面的事情非常拿手，但只要一旦肚子餓就會戰力大減。因為父母的工作之故在JK-1結束之後轉學，未參與第二季的劇情演出。
    - 小笠原茉由：高中部3年B班。在第一季的劇情中與福本搭檔，第二季中則改與小谷里步搭檔組成「」（Chūpopo），皆是擔任裝傻角色，並經常擔任社團活動中的司儀。
    - 城惠理子（第一季）：初中部2年A班學生。原本只是因為崇拜山本彩而經常到搞笑部玩耍，之後與社長山田菜菜組隊，擔任裝傻角色。JK-1結束後因為出國留學的緣故而退社。
    - 小谷里歩（第二季）：高中部2年A班學生，第二季才開始加入的角色。與小笠原茉由組隊，擔任吐槽角色。
    - 横山由依（第二季）：高中部3年D班學生，第二季才開始加入的角色。雖然是由東京轉學到關西的轉學生，但實際上是京都出身的關西人，且除了女高中生的身份外，背地裡也是知名的搞笑編劇（放送作家）、號稱投稿採用率達99%的職業寫手「鴨川Omorō」（鴨川オモロー）[註 2]。只要一戴上眼鏡性格就會徹底改變，變成對搞笑的一切完全無法妥協的專業人士。

  - 搞笑部以外的角色：由其他的NMB成員客串演出。
    - 近藤里奈：高中部1年A班學生，是放送部（廣播社）成員。在劇中的角色設定是渡邊美優紀的表妹，而成為經常至搞笑社走動的常客。
    - 吉田朱里：高中部1年B班學生，空姐部兼讀者模特兒（日语：読者モデル）部部長。實際上是大財閥人家的小孩，說話時喜歡使用敬語。
    - 太田夢莉：空姐部兼讀者模特兒部副部長。
    - 上西惠：女僕部兼護士部部長。平常對人的態度都是很和藹可親，但一旦遇到搞笑部的成員就會變身成毒舌女。
    - 谷川愛梨：女僕部部員。
    - 矢倉楓子：美少女部部長。
    - 木下百花：姊妹校「難波第二女學院」的搞笑部部長。因為部員只有三個人，因此一起組成搞笑三人組「」（Yama-Momo-Shū），在三人組中負責裝傻角色。
    - 藪下柊：難波第二女學院初中部2年級生，搞笑部成員，在三人組中擔任吐槽角色。之後轉學至難波女學院，成為初中部3年C班的學生，並加入搞笑部與美少女部。
    - 山本瞳（山本ひとみ）：難波第二女學院初中部2年級生。搞笑部成員，同樣也是在三人組中擔任吐槽角色。
    - 石塚朱莉：難波第二女學院1年級生，是在第二季之後才加入該校搞笑部的新成員，並同時是川柳部成員。
    - 高野祐衣：高中部3年D班學生。戰隊英雄部（戦隊ヒーロー部）部員。
    - 久代梨奈：戰隊英雄部部員。
    - 門脇佳奈子：川柳部部長。緊張的時候會像是在吟頌川柳般，以五、七、五個音節的方式說話。
    - 室加奈子：難波第二女學院圍裙部部員。
    - 東由樹：難波第二女學院圍裙部部員。
    - 白間美瑠：曾經在第一季中以幽靈白間的角色出場過。但在第二季第11集時，變成以活人（幽靈白間的親戚）身份登場，是難波第二女學院轉學到第一學院的花部部員，被渡邊美優紀挖角協助搞笑部在NBT中出戰。
    - 木下春奈：自道明寺高校轉學至難波女學院的轉學生，原本也是搞笑部成員，是曾在JK-1中得到冠軍的搞笑名門強隊，且其姊是JK-1錦標賽海報中的模特兒。在山田奈奈等人的懇求下，加入了難波女學院的搞笑部。
    - 市川美織：自東京轉學到大阪的轉學生，趁著轉學的機會想加入搞笑部尋找未來的方向。

  - 其他角色：除了由其他NMB48成員客串演出之外，也有部分角色是由固定成員分身飾演。
    - 小柳有沙：保健老師。因為服裝與說話方式很男性化，一度被搞笑部成員們誤以為是男性。
    - 岸野里香：搞笑部校友，畢業後成為專業搞笑藝人。
    - 冷場惡魔（スベルデビル，渡邊美優紀、城惠理子 飾演）：由搞笑部員在部室內找到的「搞笑之書」再搭配很不好笑的雙關語（駄洒落）三連發即會召喚出的惡魔，穿著黑色服裝，與其相處太久會讓人變得冷場不有趣。
    - 搞笑之神（吉田朱里 飾演）：同樣是透過「搞笑之書」所召喚來的女神。據稱已有834歲但容顏永遠不老，穿著著白色服裝，是唯一知道如何收服冷場惡魔的角色。
    - 搞笑天使（近藤里奈、矢倉楓子 飾演）：搞笑之神的隨從。
    - 小山內彩（小山内さやか，山本彩 飾演）：與山本彩長相、聲音一模一樣但性格完全顛倒的中華料理店「來來軒」的店員，私底下是難波北高校3年級學生。
    - 幽靈白間（白間美瑠 飾演）：50年前的難波女學院學生。原本是布部（相當於服裝社性質的社團）的部長，但因為交通意外而身亡，卻因為遺志未竟而徘徊於人間。顯靈之後僅有笨蛋才能看得見其身影，之後因為小笠原茉由穿著她所製作的戲服上台表演成功而達成心願，而順利成佛。
    - 衣裳的守護神（衣裳の守り神，藪下柊 飾演）與其前輩們（與儀凱拉、吉田朱里、矢倉楓子、室加奈子、白間美瑠、近藤里奈 飾演）：因為搞笑之神的魔法顯靈，只有在每日半夜二時（也就是節目播出的時間）前後約1小時的時間之內，搞笑部室內的戲服也會長出腳來變成人類在人間活動。這實際上是個讓新加入的成員自由對談參與節目攝影感想的小單元。
    - 冷場國的妖精（スベリーランドの妖精，與儀凱拉、藪下柊 飾演）：因為山田部長的冷笑話而被召喚出來的妖精。為了打敗在冷場國肆虐的冷場大魔王，而前來請託山田部長盡量多說些冷笑話拯救其家鄉。
    - 笑笑大魔王（ウケウケ大魔王，橫山由依 飾演）：到處散佈爆笑而讓冷場國陷入危機的魔王。
    - 復原童子（もどりわらし，山本瞳、石塚朱莉 飾演）：造型與座敷童子類似的妖怪，可以幫助靈魂被交換的人復原。
- 特別來賓
  - 明石家秋刀魚（明石家さんま）：難波女學院理事長，在第二季最後一集登場。在特別授業搞笑單元中手持特殊的金色折扇。

## 節目內容

### NMB48 藝人!
| 第一季《NMB48 藝人！》節目內容 | 第一季《NMB48 藝人！》節目內容 | 第一季《NMB48 藝人！》節目內容 | 第一季《NMB48 藝人！》節目內容      | 第一季《NMB48 藝人！》節目內容                        | 第一季《NMB48 藝人！》節目內容       |
| 集数                           | 播放日期                       | 副標題                         | 客串演出                            | 課題                                                  | 漫才演出者                           |
| ------------------------------ | ------------------------------ | ------------------------------ | ----------------------------------- | ----------------------------------------------------- | ------------------------------------ |
| 1                              | 2012年 7月3日                  | “Saya-Milky”組成 （さやみるき〜結成）          | 近藤里奈                            | 難波女學院 大喜利大會！ （なんば女学院 大喜利大会!） NMB48藝人！午休猜謎 （NMB48げいにん! 昼休みクイズ） | 山本彩×渡邊美優紀 （さやみるきー）               |
| 2                              | 7月10日                        | 空姐部來襲！ （CA部襲来!）              | 吉田朱里 近藤里奈                   | 想遇見這樣的空姐 （こんなCAに会いたい!） NMB48藝人！午休猜謎             | 福本愛菜×小笠原茉由 （あいちゅん）             |
| 3                              | 7月17日                        | 毒舌女仆部来袭！ （毒舌メイド部襲来!）          | 上西惠 谷川愛梨                     | NMB48藝人！借物裝萌大戰 （NMB48げいにん モノ萌えバトル!）                          | 山本彩×渡辺美優紀 （さやみるきー）               |
| 4                              | 7月24日                        | 部長的苦恼！ （部長 大いに悩む!）              | 近藤里奈                            | NMB48藝人！模仿大會！！ （NMB48げいにん モノマネ大会!!） NMB48藝人！午休猜謎      | 山田菜菜×城惠理子 （ななじょー）               |
| 5                              | 8月7日                         | 坠入爱河的麻球！ （恋するまーちゅん!）          | 上西惠 小柳有沙                     | 要是有這樣的護士就好了 （こんなナース おったらえぇなぁ♥） NMB48藝人！午休猜謎       | 山田菜菜×上西惠 （やまにし）                 |
| 6                              | 8月14日                        | 你到底是谁？ （あんた誰?）              | 岸野里香 上西惠 谷川愛梨 近藤里奈   | NMB48藝人！來配合一下動作吧！ （NMB48げいにん! ポーズを合わせましょう!）                    | 福本愛菜×小笠原茉由×城惠理子 （あいじょーちゅん）    |
| 7                              | 8月21日                        | 目标！Miss Poolside （目指せ!ミスプールサイド）       | 吉田朱里 矢倉楓子 近藤里奈          | 有趣又可愛的一句話 （オモシロ!カワイイヒト言） 來個池邊裝傻吧！ （プールでボケましょう!!）         | 山田菜菜×渡邊美優紀 （ななみるきー）             |
| 8                              | 8月28日                        | 搞笑之书引发大混乱？！ （笑いの書で大パニック?!）    | 吉田朱里 近藤里奈 矢倉楓子          | 吐槽突擊考試 （ツッコミ抜き打ちテスト!!）                                     | 吉田朱里×近藤里奈 （搞笑女神和天使） |
| 9                              | 9月4日                         | 难波第二女学院登场! （なんば第二女学院がキター!）       | 木下百花 山本瞳 藪下柊              | 裝傻突擊考試 （ボケ抜き打ちテスト!!） 稍微請教一下NMB48的事情 （NMB48のことちょっと教えて）        | 木下百花×山田菜菜 （ななもも）               |
| 10                             | 9月11日                        | 彩与Sayaka （彩とさやか）                | 木下百花 山本ひとみ 藪下柊 岸野里香 | 這樣的外送我不要！ （こんな出前はイヤだ!!）                               | 山本彩×岸野里香 （さやりか）                 |
| 11                             | 9月18日                        | 幽灵白间 （幽霊の白間さん）                  | 白間美瑠 木下百花 山本瞳 藪下柊     | 突破壓力！9人的勇者 （プレッシャーに打ち勝て!9人の勇者） 想見到像這樣的幽靈！ （こんな幽霊に会いたい!!）    | 福本愛菜×小笠原茉由 （あいちゅん）             |
| 12                             | 9月25日                        | 彩迷路的大吵架 （さやみるき〜大ゲンカ）            | 木下百花 山本瞳 藪下柊              | 用轉播報導裝傻 （中継リポートでボケよう!）                                   | 渡邊美優紀×山本彩 （さやみるきー）               |

### NMB48 藝人!!2
| 第二季《NMB48 藝人！！2》節目內容 | 第二季《NMB48 藝人！！2》節目內容 | 第二季《NMB48 藝人！！2》節目內容   | 第二季《NMB48 藝人！！2》節目內容                                            | 第二季《NMB48 藝人！！2》節目內容                            | 第二季《NMB48 藝人！！2》節目內容 |
| 集                                | 播放日期                          | 副标题                              | 客串演出                                                                     | 課題                                                         | 漫才演出者                        |
| --------------------------------- | --------------------------------- | ----------------------------------- | ---------------------------------------------------------------------------- | ------------------------------------------------------------ | --------------------------------- |
| 1                                 | 2013年 4月3日                     | 新入部员 小谷登场！                 | 上西惠 矢倉楓子 近藤里奈                                                     | 吐槽突擊考試 （ツッコミ抜き打ちテスト） 來找回藝人！！的感覺！借物裝傻對決！ （げいにん!!の勘を取り戻そう! モノボケ対決!）  | 渡辺美優紀×山本彩 （さやみるきー）            |
| 2                                 | 4月10日                           | 转学生 横山入部！                   | 高野祐衣 木下百花 石塚朱莉                                                   | 用轉學生來裝傻吧！ （転校生でボケましょう!） 想瞭解NMB48更多！最近如何？雜談 （NMB48をもっと知ろう! 最近どうなん?トーク） | 小笠原茉由×小谷里歩 （ちゅぽぽ）          |
| 3                                 | 4月17日                           | 戰隊英雄部 登場！ （戦隊ヒーロー部 登場!）              | 木下百花 石塚朱莉 吉田朱里 太田夢莉 高野祐衣 久代梨奈                        | 這樣的戰隊英雄我不要！ （こんな戦隊ヒーローはイヤだ!） 難波女學院搞笑部 in 沖繩 （なんば女学院お笑い部in沖縄）    | 渡邊美優紀×木下百花 （ももみるきー）          |
| 4                                 | 4月24日                           | 毒舌女僕部的妹妹 登場！！ （毒舌メイド部の妹 登場!!）      | 上西惠 川上千尋                                                              | 這種女僕有點糟糕！ （こんなメイドはちょっとイヤだ!） 來增加模仿的範圍吧！ （モノマネのレパートリーを増やそう!）            | 山田菜菜×上西惠 （やまにし）              |
| 5                                 | 5月1日                            | 天使小姐競賽！ （ミス天使コンテスト!）                 | 上西惠 川上千尋 矢倉楓子 近藤里奈 吉田朱里 高野祐衣 木下百花 石塚朱莉        | 有趣童話少女！ （おもしろメルヘン少女!） 清純美少女絕對不會說的一句話！ （清楚な美少女が絶対に言わないヒトコト!）      | 石塚朱莉×山本彩 （さやあんちゅ）              |
| 6                                 | 5月8日                            | 山田部長 弄丟鉅款！ （山田部長 大金落とす!）            | 吉田朱里 太田夢莉 高野祐衣 久代梨奈 木下百花 山本瞳 石塚朱莉 與儀凱拉 藪下柊 | 想見到這樣的惡魔！ （こんな悪魔に会いたい!） 致贈沖繩伴手禮！ （沖縄みやげを渡そう!）                | 山田菜菜×石塚朱莉×山本瞳 （Jギャップス）     |
| 7                                 | 5月15日                           | 川柳部 門脇同學登場！ （川柳部 門脇さん登場!）          | 門脇佳奈子 木下百花 山本瞳 石塚朱莉 與儀凱拉 藪下柊                          | 搞笑部大喜利環節 （お笑い部大喜利のコーナー） 有趣又可愛的一句話！ （オモシロカワイイヒト言!）              | 橫山由依×山本彩 （横山本）              |
| 8                                 | 5月22日                           | 解救冷場國的妖精！ （スベリーランドの妖精を救え!）             | 門脇佳奈子 木下百花 山本瞳 石塚朱莉 與儀凱拉 藪下柊                          | 來扮妖精裝傻吧！ （妖精さんでボケましょう！） 想多瞭解NMB48 （NMB48をもっと教えて）                     | 渡邊美優紀×小笠原茉由 （ちゅんみるきー）        |
| 9                                 | 5月29日                           | 彩與美優紀靈魂交換！ （彩とみるきーが入れ替わる!）           | 門脇佳奈子 木下百花 山本瞳 石塚朱莉 與儀凱拉 藪下柊                          | 用鬼屋來裝傻吧！ （お化け屋敷でボケましょう！）                                        | 小谷里步×門脇佳奈子×木下百花 （りもたこ） |
| 10                                | 6月5日                            | 圍裙部 室&東 東場！ （エプロン部 室&東 登場!）            | 矢倉楓子 近藤里奈 吉田朱里 室加奈子 藪下柊 東由樹                            | 這種太太我不要！ （こんな奥さんはイヤだ!）                                        | 矢倉楓子×吉田朱里                 |
| 11                                | 6月12日                           | 新部員都跑來了！ （新入部員がやって来る!）               | 矢倉楓子 近藤里奈 吉田朱里 室加奈子 藪下柊 東由樹 木下春奈 市川美織 白間美瑠 | 用花店來裝傻吧！ （お花屋さんでボケましょう!） 想多瞭解NMB48 （NMB48をもっと教えて!）                     | 渡邊美優紀×山本彩 （さやみるきー）            |
| 最終集                            | 6月19日                           | 秋刀魚理事長登場！& 再見！由依 （さんま理事長登場!＆さよなら!ゆいはん） | 矢倉楓子 近藤里奈 吉田朱里 藪下柊 白間美瑠                                   | 這樣的學校老師我不要！ （こんな学校の先生はイヤだ!）                                  | 山田菜菜×橫山由依 （橫山田）      |

### NMB48 藝人!!!3
| 第三季《NMB48 藝人！！！3》節目內容 | 第三季《NMB48 藝人！！！3》節目內容 | 第三季《NMB48 藝人！！！3》節目內容 | 第三季《NMB48 藝人！！！3》節目內容 | 第三季《NMB48 藝人！！！3》節目內容                                                                                     | 第三季《NMB48 藝人！！！3》節目內容 |
| 集                                  | 播放 日期                           | 臨時講師                            | 值日生                              | 課題 | 漫才演出者                          |
| ----------------------------------- | ----------------------------------- | ----------------------------------- | ----------------------------------- | --- | ----------------------------------- |
| 1                                   | 2014年 7月4日                       | FUJIWARA                            | 山田菜菜                            | - 重奪搞笑靈感！借物裝傻對決！ （笑いの勘を取り戻そう! モノボケバトル!） - 與FUJIWARA老師一起創作搞笑梗 （FUJIWARA先生と一緒にギャグ作り）                                                 | 渡邊美優紀×山本彩 （さやみるきー）              |
| 2                                   | 7月11日                             | Woman Rush Hour                     | 近藤里奈                            | - 不許結結巴巴！挑戰超快繞口令漫才！ （噛んだらダメよ! 超早口漫才チャレンジ!） - 進一步了解NMB48！妳們最近過得怎麼樣？ （NMB48をもっと知ろう!お前ら最近どーなん?）                                  | 山田菜菜×城惠理子 （ななじょー）              |
| 3                                   | 7月18日                             | Piece                               | 川上千尋                            | - 见证NMB48的成长 吐槽突襲測驗！ （見よ!NMB48の成長した姿 ツッコミ抜き打ちテスト） - NMB48川柳发表会！ （NMB48川柳発表会!）                                                          | 小谷里歩×石塚朱莉×藪下柊            |
| 4                                   | 7月25日                             | 三明治人                            | 照井穂乃佳                          | - 搞笑部的装傻环节 这样的放送部好討厭！ （お笑い部でボケましょうのコーナー こんな放送部はイヤだ!） - 美味地戲弄外行人看看吧！ （）                                            | 上西惠×山本彩                       |
| 5                                   | 8月1日                              | 日本電氣聯合 （）                   | 山本彩                              | - 用學校來裝傻 這樣的值日生好討厭！ （学校でボケよう！こんな日直はイヤだ！） - 有限制的自由對談挑戰！ （制限付きフリートークに挑戰）                                                  | 山田菜菜×藪下柊                     |
| 6                                   | 8月8日                              | 綾部祐二                            | -                                   | - 為了電影大賣去祈願 夏之小旅行！上集 （「NMB48げいにん! THE MOVIE リターンズ」ヒット祈願 夏の小旅行!）                                                                              | -                                   |
| 7                                   | 8月15日                             | 東京03 綾部祐二                     | 小谷里步                            | - 休息時間風格的即興表演！ （休み時間っぽく即興芝居!） - 為了電影大賣去祈願 夏之小旅行！下集 - 讓更多人來看電影！大作戰in池袋 （「）           | 山田菜菜×山本彩                     |
| 8                                   | 8月22日                             | Bike川崎Bike （） Piece             | 門脇佳奈子                          | - 油門全開向前奔馳！BKB錦標賽！ （アクセル全開でぶっ飛ばせ! BKB選手権!） - 藝人3緊急企畫 難波撫子同學會 （「）                                              | 小谷里步×小笠原茉由                 |
| 9                                   | 8月30日                             | 叢林口袋 （） 西頌步 （）           | 吉田朱里                            | - 鍛鍊即興表演能力！即興短劇挑戰！ （アドリブ力を鍛えろ! 即興コントに挑戦!） - 什麼都可以向足球時間問問看單元 （「）                                         | 木下百花×市川美織×太田夢莉          |
| 10                                  | 9月6日                              | Piece 大久保佳代子                  | -                                   | - 難波女學院 VS 炸蝦商！炎之借物裝傻對抗！！ （なんば女学院VSエビショー! 炎のモノボケバトル!!） - 短劇：戀愛的萬有引力 （恋の万有引力） - 來裝傻吧！單元：這樣的告白好討厭！ （ボケましょう!のコーナー こんな告白はイヤだ!） | 山田菜菜×藪下柊                     |
| 11                                  | 9月13日                             | 雙引擎 （）                         | 澀谷凪咲                            | - 正經的吐槽抽考！ （本気のツッコミ抜き打ちテスト!） - 大家一起來妄想短劇：「這樣一來 我這不是要迷上了嗎」錦標賽 （Let's妄想コントこんなんされたら私 惚れてまうやろ選手権）                                | 村瀨紗英×市川美織×近藤里奈          |
| 最終集                              | 9月20日                             | -                                   | -                                   | - 只限18歲以上成員 大人的NMB48對談 （18歳以上のメンバー限定 アダルトNMB48トーク） - 來裝傻吧！單元：這樣的下集預告好討厭！ （ボケましょうのコーナー こんな次回予告はイヤだ!）                                   | 渡邊美優紀×山本彩                   |

## 劇場版

### 第一集
2013年2月17日時，公開了劇場版電影《NMB48 藝人！THE MOVIE 搞笑青春女孩！》（NMB48 げいにん!THE MOVIE お笑い青春ガールズ!）將要上映的訊息。由NMB48的幕後經紀公司吉本興業與日本電視台合作拍攝的這齣新片，採用了與電視版本不太一樣的故事劇情，同樣是由山本彩、橫山由依、山田菜菜、小笠原茉由、小谷里步與渡邊美優紀等六名電視版第二季的固定成員主演，但在劇場版中改由渡邊飾演謎之轉學生的角色（電視版是由橫山飾演）。劇場版中的社團顧問一角是由搞笑藝人小林劍道（ケンドーコバヤシ）飾演，資深女演員田中律子與丘光子則分別飾演電視版劇情中未曾設定的新角色（山本彩的母親與渡邊美優紀的祖母）。除此之外，為了強化劇場版的搞笑要素，吉本興業旗下的搞笑藝人組合「Shizuru」與「亞細亞」也都跨刀了電影的演出。
2013年3月時《NMB48 藝人！THE MOVIE》參加了第五屆沖繩國際影展，是「Laugh部門」組別的參展電影，並在3月23日時進行影展初映。電影是由松田裕子負責原著劇本，並由日本電視台的內田秀實導演，於同年8月1日於日本全國上映。

### 第二集
2014年2月時，同樣由內田秀實執導拍攝的電影續集《NMB48 藝人！THE MOVIE RETURNS 畢業！搞笑青春女孩們的新旅程》（NMB48 げいにん!THE MOVIE リターンズ 卒業!お笑い青春ガールズ!!新たなる旅立ち）殺青，進入後製作階段。該片參與了同年3月20日至24日間所舉辦的第六屆沖繩國際影展，在影展中進行初映，但實際上的一般上映則是自7月25日開始。
電影續集的劇情大致延續前作，時間設定在第一集的一年後。原本在JK-1中獲得評審特別獎的山本彩與渡邊美優紀搭檔意外地在隔年的大賽預賽中落馬，整個搞笑部的士氣低落甚至到快要廢社的程度，直到真實身份其實是個幽靈的新社員加入，才帶來改變。而電影的劇情就是以幽靈社員如何帶動社團的士氣，逆轉頹勢作為主軸。
雖然在電影中許多NMB48成員皆有參與演出，但掛名主演且戲份較重的演出名單還是以山本彩、渡邊美優紀、山田菜菜與小谷里步等前作的主演成員為核心，小笠原茉由雖然在電影上映時已經移籍至AKB48，但因為實際拍攝期是在2月底舉行的AKB48集團大組閣祭之前，因此仍然有全程參與演出。在前作中只曾作為龍套角色參與過演出的藪下柊與上西惠這次加入了主演，而有別於電視版中曾經由白間美瑠飾演過幽靈角色，在電影版續集中飾演幽靈的，是新加入主演陣容的矢倉楓子。
至於NMB48以外的參演演員，除了前作中就曾登場的小林劍道與田中律子外，續集電影中啟用了許多搞笑藝人一同參與，包括搞笑二人組車庫拍賣的川田廣樹、駕照二人組，與搞笑二人組Piece（ピース）的綾部佑二等。

## 音樂
無論是電視版還是電影版所使用的搭配歌曲，全都是出自NMB48自己的作品。
電視版
- 片頭曲
  - 第一季：《妄想女朋友》（妄想ガールフレンド），第5張單曲《Virginity》收錄B面曲。
  - 第二季：《傳不到的傳達物》（届かなそうで届くもの），第7張單曲《我們的發現》收錄B面曲。
  - 第三季：《「別在意學生手冊的照片」的法則》（“生徒手帳の写真は気に入っていない”の法則），第2張專輯《世界的中心是大阪 ～難波自治區～》的收錄曲。
- 插曲（在體育館進行現場漫才表演前的廣播背景音樂）
  - 第一季：
    - 《結晶》，第2張單曲《Oh My God!》收錄、由小分隊「白組」演唱的B面曲。
    - 《我在等待》（僕は待ってる），第一季最後一集採用，同樣也是收錄在單曲《Oh My God!》中的另一首B面曲。

  - 第二季：《星空的商队》（星空のキャラバン），第6張單曲《北川謙二》的白組演唱B面曲。

電影版
- 主題曲
  - 第一集：《傳不到的傳達物》
  - 第二集：《「別在意學生手冊的照片」的法則》（゛生徒手帳の写真は気に入っていない゛の法則），第二張專輯《世界的中心是大阪 ～难波自治区～》的收錄曲。

## 工作人員
- 企劃製作：秋元康
- 劇本：柳修平（柳しゅうへい，第一季）、樅野太紀、松原秀、谷口雅人（谷口マサヒト）
- 導演：二村啓太、中尾光佐
- 副導演：新井秀和、水口智就（第一季）、雙津大地郎（第一季）、直木一實（第二季）、藤田幸伸（第二季）
- 製作人：毛利忍、齋藤匠、遠藤弘子（第一季）、石原牧子（第二季）
- 總製作人：面高直子

## 衍生商品

### DVD
《NMB48 藝人！》第一季的DVD版本是在2012年12月25日時，由VAP公司（株式会社バップ）分別推出兩個不同的版本，一為初回限定豪華版，另一個則是一般銷售的通常版。二者主要的差別，在於初回限定豪華版收錄了較通常版還多出一張片長約2小時的特典影片DVD。
- 影片DVD四張（包含本作三張/270分鐘長，與一張特典影片）
- 特典（特別贈品）
  - 特典影片
    - 影片拍攝花絮：「藝人!」的誕生日——「藝人!活動日誌」（「げいにん！」が生まれた日「げいにん！活動日誌」）
    - 突撃藝人！報導（突撃げいにん！レポート）
    - 難波女学院搞笑部 下課後的雜談（なんば女学院お笑い部 放課後トーク）
    - JK-1海報拍攝（岸野里香、木下春奈）
    - 和吉田朱里在會議室扮空姐家家酒（吉田朱里と会議室でCAごっこ）
    - 和渡邊美優紀在會議室裡扮空姐家家酒（渡辺美優紀と会議室でCAごっこ）
    - 其餘特典影片與通常版相同。
- 特典商品
  - 難波女學院學生証
  - 難波女學院學生手冊
  - NMB48藝人！寫真集
  - NMB48藝人！DVD特製版生寫真3張

- 影片DVD三張（包含270分鐘長的本作，與54分鐘長的特典影片）
  - 特典影片
    - 短篇漫才表演：「猜拳」（じゃんけん）、「算命」（占い）、「速食」（ファストフード）、「美食報導」（グルメリポート）、「動物園」、「打噴嚏」（くしゃみ）、「相撲」、「告白」、「魚店」（魚屋さん）、「吃到飽」（バイキング）「黑白猜，男生女生配（日语：あっち向いてほい）」（）、「警察」、「家庭餐廳（日语：ファミリーレストラン）」（）、「山本瞳的搞笑五連發」（山本ひとみギャグ5連発）
    - 未公開影片
      - 第6集 未公開即興表演「來配合一下動作吧！」（ポーズを合わせましょう）
      - 第11集 未公開即興表演「想遇見這樣的幽靈」（こんな幽霊に会いたい）
      - 第12集 未公開片段「山本彩的吉他漫談」（山本彩のギター漫談）完整版

    - 藝人！特選NG集
    - 選拔「Miss Poolside」（池畔小姐）完整版
- 特典商品
  - NMB48藝人！寫真集
  - NMB48藝人！DVD特製生寫真3張

## 外部連結
- 《NMB48 藝人！》官方網站（页面存档备份，存于）（日語）
- 《NMB48 藝人！！2》官方網站（页面存档备份，存于）（日語）
- 《NMB48 藝人！！！3》官方網站（页面存档备份，存于）（日語）
- 《NMB48 藝人！THE MOVIE》官方網站（页面存档备份，存于）（日語）
- 《NMB48 藝人！THE MOVIE Returns》官方網站（页面存档备份，存于）（日語）

| 日本 日本電視台 星期二 24:59 - 25:29 | 日本 日本電視台 星期二 24:59 - 25:29   | 日本 日本電視台 星期二 24:59 - 25:29 |
| ------------------------------------ | -------------------------------------- | ------------------------------------ |
|                                      | NMB48 藝人！                           |                                      |
| SKE48的魔法廣播2                     | 猜謎80（）                             |                                      |
| 星期三 25:29 - 25:59                 |                                        |                                      |
| GJ部                                 | NMB48 藝人！！2                        | Frenemy街頭正義                      |
| 星期六 25:58 - 26:28                 |                                        |                                      |
| 再一次!たりないふたり                | NMB48 藝人！！3 （綜藝節目時段至此止） | 笑傲曇天 （開始動畫時段）            |